# Leipzig Kings
Die Leipzig Kings waren ein American-Football-Team der European League of Football (ELF) aus der sächsischen Stadt Leipzig.

## Geschichte

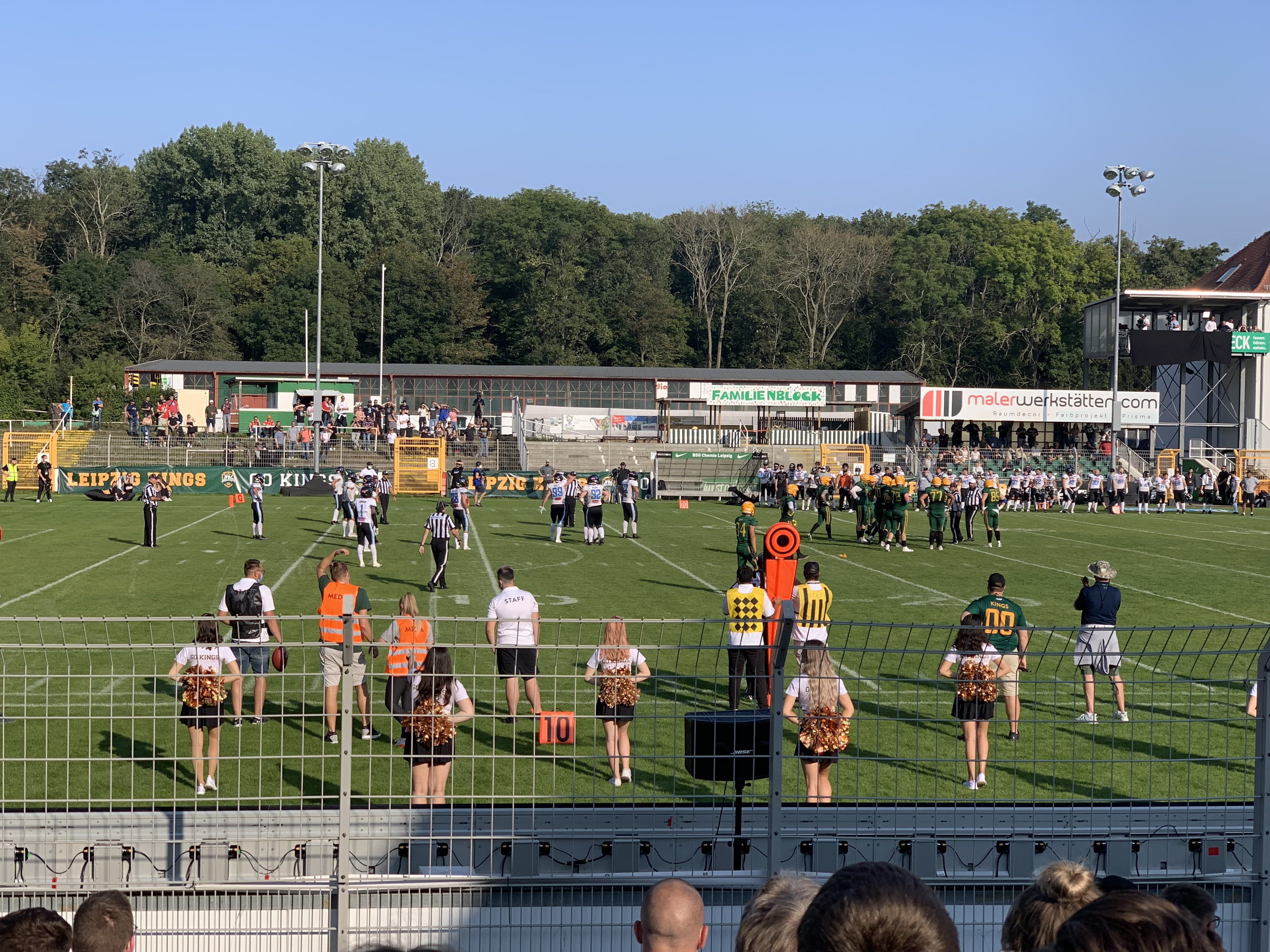
Huddle der Leipzig Kings beim ELF Spiel gegen die Panthers Wrocław

Leipzig war ursprünglich als Standort für ein Expansionsteam der ELF 2022 vorgesehen. Nachdem Kooperationen mit Hannover und Ingolstadt nicht zustande gekommen waren, gab die ELF im März 2021 bekannt, dass die Leipzig Kings für die Saison 2021 nachrücken. Erster Head Coach wurde der US-Amerikaner Fred Armstrong. Das erste öffentliche Tryout fand am 15. Mai 2021 statt. Am 4. Juli 2021 präsentierten die Kings ihr Danceteam, welches das Team bei Heimspielen unterstützte. Am 10. Juli stellte die Liga Özhan Altintas, CEO und Gründer der German MMA Championships, als neuen Besitzer vor.

### Saison 2021
Ihr erstes Spiel gewannen die Kings am 20. Juni 2021 mit 27:37 bei den Berlin Thunder. Ihr zweites Spiel bestritten die Leipziger am 26. Juni 2021 gegen die Panthers Wrocław, welches sie mit 54:28 auswärts verloren. Ihr erstes Heimspiel fand am 4. Juli 2021 vor 2.150 Zuschauern statt, zu Gast waren die Cologne Centurions. Vor Beginn der Partie verletzte sich der Leipziger Quarterback Birdsong und wurde durch Jaleel Awini vertreten. Am Ende musste man sich mit 47:48 den Gästen geschlagen geben. In der vierten Partie der Saison traf man am 11. Juli 2021 um 15:00 Uhr im Gazi-Stadion auf der Waldau auf die Stuttgart Surge. Dort musste man, nachdem man die meiste Zeit des Spiels geführt hatte, eine 27:24-Niederlage hinnehmen. Am fünften Spieltag traf man auf die bis dahin ungeschlagenen Hamburg Sea Devils. Im zweiten Heimspiel vor 2.380 Zuschauern musste man die bisher höchste Niederlage einstecken. Die Sea Devils gewannen mit 0:55 bei den Kings. In der Woche des sechsten Spieltags hatten die Kings eine Bye Week. Zum Start der Rückrunde empfing man am 1. August 2021 die Berlin Thunder im Alfred-Kunze-Sportpark. Das Spiel gegen die Berliner gewann man mit 37:24. Zum achten Spieltag kamen die Stuttgart Surge nach Leipzig und bestritten ihr Spiel am 8. August 2021 um 15:00 Uhr. Vor 1.727 Zuschauern gewannen die Leipziger ihr zweites Spiel in Folge und setzten sich mit 49:23 gegen die Surge durch. Am neunten Spieltag gab es für die Leipziger die Bye Week der Rückrunde. Die Cologne Centurions warteten am 10. Spieltag auf die Kings. Den Kings gelang die Revanche zur Hinrundenniederlage, mit 24:42 sicherten sie sich den zweiten Sieg in Folge in der ELF. Zum elften Spieltag ging es zum Tabellenführer nach Hamburg. Nachdem man die erste Hälfte den Sea Devils hatte überlassen müssen, drehte man in der zweiten Hälfte richtig auf und besiegt die Hamburger mit 17:18. Das verschafft den Leipzigern, im letzten Spiel der Gruppenphase, die Chance, gegen den direkten Konkurrenten aus Wroclaw noch in die K.O. Phase zu kommen. Der zwölfte Spieltag endete für die Leipziger, am 5. September 2021 vor 2.168 Zuschauern, mit einer 13:21-Niederlage gegen die Panthers, dadurch verpassten die Kings den Einzug in die Play-offs und beendeten die Division North auf dem dritten Platz hinter Hamburg und Wroclaw. Insgesamt waren die Kings nach Siegquotient gleichauf mit den Cologne Centurions, hatten jedoch den direkten Vergleich gegen Köln für sich entschieden. Dennoch war aufgrund des Modus das „schlechter“ gesetzte Köln als Zweiter im Süden für die Playoffs qualifiziert und Leipzig als Dritter im Norden nicht.

### Saison 2022
Moritz Heisler löste im Februar Özhan Altintas als Teilgesellschafter ab. In der Saison 2022 spielten die Leipziger jeweils ein Heim- und Auswärtsspiel gegen die Division Gegner Berlin, Hamburg und Wroclaw. Dazu kamen noch jeweils ein Heim- und Auswärtsspiel gegen Interconference Gegner aus Innsbruck, Düsseldorf und Stuttgart. Das erste Tryout sollte am 5. Dezember 2021 stattfinden, wurde aufgrund von Corona auf einen späteren Zeitpunkt verschoben. Im Februar gaben die Kings zwei Termine für die Tryouts bekannt. Dabei wurde zwischen der Offensive am 20. März 2022 und der Defensive am 27. März 2022 unterschieden. 
Kurz vor dem Saisonstart gaben die Kings bekannt, dass der Alfred-Kunze-Sportpark nicht mehr zur Verfügung stehe. Das erste Spiel der Leipzig Kings in der Saison 2022 fand am 5. Juni 2022 gegen die Panthers Wrocław in Breslau statt. Diese Spiel verlor man, nach einem Fumble-Touchdown in den letzten Sekunden der Partie, mit 27:34. In der zweiten Spielwoche traf man am 12. Juni 2022 im ersten Heimspiel auf die neue Franchise von Rhein Fire im Paul-Greifzu-Stadion in Dessau. Dieses Spiel entschied Fire mit 17:28 (10:14) für sich. Es folgte ein weiteres Heimspiel vor 2.400 Zuschauern am 18. Juni 2022 im Leuna-Chemie-Stadion in Halle gegen Hamburg. Dort mussten sich die Kings mit 0:14 (0:0) geschlagen geben. Die restlichen Heimspiele wurden im Bruno-Plache-Stadion ausgetragen, welches die zukünftige Heimspielstätte der Kings wurde. Den ersten Sieg feierten die Leipzig Kings am vierten Spieltag gegen die Berliner. Im Friedrich-Ludwig-Jahn-Sportpark gewann man mit 19:15 (3:9). In Woche fünf besiegte man vor 2.950 Zuschauern die Surge mit 28:22 (14:10). Das erste Duell mit den Raiders Tirol aus Österreich fand am 6. Spieltag statt. Im Tivoli Stadion Tirol konnte man sich nicht gegen die Raiders durchsetzen und verlor mit 6:37 (0:34). Mit einem neuen Zuschauerrekord von 3.000 Zuschauern am letzten Spieltag der Hinrunde, konnte man nicht gegen die Thunder gewinnen und musste eine 22:33 (9:21) Niederlage in heimischen Gefilden hinnehmen.

### Saison 2023
Am 21. September 2022 gaben die Kings bekannt, dass Fred Armstrong nicht mehr als Head Coach für sie tätig sein wird. Den Posten als Cheftrainer übernahm John Booker, der gleichzeitig Director Football Operations wurde. Kurze Zeit später wechselte Defensive Coordinator Richard Kent zu Rhein Fire.
In der Saison 2023 spielte Leipzig in der Eastern Conference. Die A-Spots wurden mit den vier US-Amerikanern Kenyatte Allen (4), Steve McShane (5), Devan Burrell (25) und A. J. Wentland (49) besetzt. Das erste Spiel der Saison bestritten die Leipziger am 4. Juni 2023 auswärts gegen den ELF-Neuling Prague Lions. Dieses enge Spiel gewannen die Kings mit 18:15 (3:3). In der zweiten Spielwoche waren die Panthers Wrocław zu Gast, welche man in vier Spielen noch nicht bezwingen konnte. Auch diese Partie ging mit 6:31 (6:24) verloren. Es folgte ein weiteres Heimspiel gegen die Fehérvár Enthroners aus Ungarn, die ebenso zur Saison 2023 neu in der Liga gestartet waren. Dieses Spiel konnten die Kings mit 47:24 (21:6) gewinnen. Zum Spiel gegen die Ungarn erschienen 1.423 Zuschauer, die geringste Anzahl seit der Gründung 2021. In Woche vier der Saison musste man beim letztjährigen Meister Vienna Vikings antreten; es war das erste Aufeinandertreffen beider Teams in der Liga. Am Ende verlor man deutlich mit 14:47 (0:19). 
Am 27. Juni 2023 informierte das Team darüber, dass auf Grund eines fehlenden Hauptsponsors sowie weiterer finanziell ungünstiger Umstände die Fortführung des Spielbetriebes bis zum Ende der Saison gefährdet sei. Das Spiel in der fünften Spielwoche gegen die Berlin Thunder fand trotzdem statt. Die Berliner gewannen das Spiel mit 14:39 (0:14). Durch Werbung des Leipziger Fanclubs und der Unterstützung anderer ELF-Fanclubs wurde mit 3.500 Zuschauern ein neuer Rekord erreicht. Nachdem das Spiel gegen die Prague Lions in Woche 6 von Seiten der Kings abgesagt worden war, gaben sie am 10. Juli 2023 bekannt, den Spielbetrieb für die Saison 2023 endgültig einzustellen. Wenige Tage später entzog die Liga der Franchise die Lizenz.
Im Oktober 2023 vermeldete die Liga, dass Leipzig nicht an der Saison 2024 der ELF teilnehme. Man befinde sich in Verhandlung mit potentiellen Franchisenehmern, die Lizenz würde aber frühestens 2025 vergeben. Am 2. Oktober 2023 wurde das Insolvenzverfahren über die Leipzig Football Betreiber GmbH eröffnet und die Gesellschaft aufgelöst.

## Statistiken

### Platzierungen
| Saison   | Conference | Platz | Spiele | S  | N  | SQ    | P+  | P−   | Diff | Conf  | Serie             | Postseason | Zuschauer Ø |
| -------- | ---------- | ----- | ------ | -- | -- | ----- | --- | ---- | ---- | ----- | ----------------- | ---------- | ----------- |
| 2021     | North      | 3.    | 10     | 5  | 05 | 0,500 | 295 | 320  | 0−25 | 3:3   | 1S – 4N – 4S – 1N | —          | 2.072       |
| 2022     | North      | 4.    | 12     | 4  | 08 | 0,333 | 242 | 370  | −128 | 1:5   | 3N – 2S – 5N – 2S | —          | 2.600       |
| 2023 (1) | East       | 5.    | 12     | 2  | 10 | 0,167 | 189 | 387  | −198 | 02:10 | 1S − 1N − 1S − 9N | —          | 2.056       |
| Summe    | Summe      | Summe | 34     | 11 | 23 | 0,324 | 726 | 1077 | –351 | 06:18 |                   |            | 2.295       |

(HF: Halbfinale, CG: Championship Game)

### Direkter Vergleich
| Gegner              | erste Begegnung | Regular Season | Regular Season | Regular Season | Regular Season | Regular Season | Regular Season | Regular Season | Play-offs | Play-offs | Play-offs | Play-offs | Play-offs | Höchster Sieg      | Höchste Niederlage |
| Gegner              | erste Begegnung | Sp             | S              | N              | SQ             | P+             | P−             | Diff           | S         | N         | P+        | P−        | Diff      | Höchster Sieg      | Höchste Niederlage |
| ------------------- | --------------- | -------------- | -------------- | -------------- | -------------- | -------------- | -------------- | -------------- | --------- | --------- | --------- | --------- | --------- | ------------------ | ------------------ |
| Berlin Thunder      | 2021            | 6              | 3              | 3              | 0,500          | 143            | 177            | 1−34           |           |           |           |           |           | 37:24 (+13 / 2021) | 14:39 (−25 / 2023) |
| Cologne Centurions  | 2021            | 4              | 1              | 3              | 0,250          | 121            | 104            | 0+17           |           |           |           |           |           | 42:24 (+18 / 2021) | 47:48 (−1 / 2021)  |
| Fehérvár Enthroners | 2023            | 2              | 1              | 1              | 0,500          | 71             | 71             | 00+0           |           |           |           |           |           | 47:24 (+23 / 2023) | 24:47 (−23 / 2023) |
| Hamburg Sea Devils  | 2021            | 4              | 1              | 3              | 0,250          | 18             | 145            | −127           |           |           |           |           |           | 17:18 (+1 / 2021)  | 00:59 (−59 / 2022) |
| Panthers Wrocław    | 2021            | 6              | 0              | 6              | 0,000          | 117            | 212            | 1−95           |           |           |           |           |           | -                  | 28:54 (−26 / 2021) |
| Prague Lions        | 2023            | 2              | 1              | 1              | 0,500          | 18             | 50             | 1−32           |           |           |           |           |           | 15:18 (+3 / 2023)  | 00:35 (−35 / 2023) |
| Raiders Tirol       | 2022            | 2              | 0              | 2              | 0,000          | 20             | 93             | 1−73           |           |           |           |           |           | -                  | 14:56 (−42 / 2022) |
| Rhein Fire          | 2022            | 2              | 1              | 1              | 0,500          | 51             | 59             | 10−8           |           |           |           |           |           | 34:31 (+3 / 2022)  | 17:28 (−11 / 2022) |
| Stuttgart Surge     | 2021            | 4              | 3              | 1              | 0,750          | 139            | 72             | 1+67           |           |           |           |           |           | 38:0 (+38 / 2022)  | 24:27 (−3 / 2021)  |
| Vienna Vikings      | 2023            | 2              | 0              | 2              | 0,000          | 28             | 94             | 1−66           |           |           |           |           |           | -                  | 14:47 (−33 / 2023) |

Stand: 5. August 2023
Legende:
| Spiele             | Siege                 | Niederlagen          | SQ Siegquote         |
| P+ gemachte Punkte | P− gegnerische Punkte | Diff Punktedifferenz | Diff Punktedifferenz |

## Stadien
In der Saison 2021 war die Heimspielstätte der Kings der Alfred-Kunze-Sportpark in Leipzig-Leutzsch. Zweieinhalb Wochen vor dem Saisonstart 2022 gaben die Kings bekannt, dass der Alfred-Kunze-Sportpark nicht mehr zur Verfügung stehe. Die ersten beiden Heimspiele fanden außerhalb Leipzigs statt: im Paul-Greifzu-Stadion im 56 Kilometer entfernten Dessau-Roßlau sowie im Leuna-Chemie-Stadion im benachbarten Halle (Saale). Die restlichen vier Heimspiele der Saison 2022 wurden im Bruno-Plache-Stadion ausgetragen, ebenso die Heimspiele in der Saison 2023.

## Zuschauer
| Saison | Saison | Reguläre Saison | Reguläre Saison | Reguläre Saison | Reguläre Saison                 | Reguläre Saison                 | Reguläre Saison                 | Reguläre Saison                 | Reguläre Saison                 | Reguläre Saison                 | Reguläre Saison                 | Reguläre Saison                 | Reguläre Saison                 | Reguläre Saison                 | Reguläre Saison                 | Reguläre Saison                 | Reguläre Saison                 | Reguläre Saison                 |          | Play-offs  | Play-offs |
| Saison | Saison | Schnitt         | Gesamt          |                 | Heimspiele im Einzelnen (Woche) | Heimspiele im Einzelnen (Woche) | Heimspiele im Einzelnen (Woche) | Heimspiele im Einzelnen (Woche) | Heimspiele im Einzelnen (Woche) | Heimspiele im Einzelnen (Woche) | Heimspiele im Einzelnen (Woche) | Heimspiele im Einzelnen (Woche) | Heimspiele im Einzelnen (Woche) | Heimspiele im Einzelnen (Woche) | Heimspiele im Einzelnen (Woche) | Heimspiele im Einzelnen (Woche) | Heimspiele im Einzelnen (Woche) | Heimspiele im Einzelnen (Woche) | Wildcard | Halbfinale |           |
| Saison | Saison | 2.359           | 33.033          | 1               | 2                               | 3                               | 4                               | 5                               | 6                               | 7                               | 8                               | 9                               | 10                              | 11                              | 12                              | 13                              | 14                              |                                 | Wildcard | Halbfinale |           |
| ------ | ------ | --------------- | --------------- | --------------- | ------------------------------- | ------------------------------- | ------------------------------- | ------------------------------- | ------------------------------- | ------------------------------- | ------------------------------- | ------------------------------- | ------------------------------- | ------------------------------- | ------------------------------- | ------------------------------- | ------------------------------- | ------------------------------- | -------- | ---------- | --------- |
| 2021   |        | 2.072           | 10.362          |                 | –                               | –                               | 2.150                           | –                               | 2.380                           | BW                              | 1.937                           | 1.727                           | BW                              | –                               | –                               | 2.168                           | k.S.                            | k.S.                            |          | n.A.       | n.E.      |
| 2022   | 2.600  | 15.600          | –               | 2.250           | 2.400                           | –                               | 2.950                           | –                               | 3.000                           | BW                              | 2.500                           | BW                              | –                               | 2.500                           | –                               | –                               | n.A.                            | n.E.                            |          |            |           |
| 2023   | 2.357  | 7.071           | –               | 2.148           | 1.423                           | –                               | 3.500                           | zurückgezogen                   | zurückgezogen                   | zurückgezogen                   | zurückgezogen                   | zurückgezogen                   | zurückgezogen                   | zurückgezogen                   | zurückgezogen                   | zurückgezogen                   | zurückgezogen                   | zurückgezogen                   |          |            |           |

Legende:
| Bye Week | kein Spieltag in der Saison | nicht Ausgetragen in der Saison | nicht Erreicht | - kein Heimspieltag |

| Höchste Zuschauerzahl der Saison | Niedrigste Zuschauerzahl der Saison |

## Trainer

### Head Coaches
Zu sehen sind die Head Coaches (Hauptübungsleiter) der Leipzig Kings seit der Gründung im Jahr 2021.
| 1 | Fred Armstrong | 2021–2022 | 22 | 9 | 13 | 0,409 | 537 | 690 | − 153 | nicht erreicht | nicht erreicht | nicht erreicht |
| 2 | John Booker    | 2023      | 5  | 2 | 3  | 0,400 | 99  | 156 | − 057 | nicht erreicht | nicht erreicht | nicht erreicht |

## Kader
| Abkürzungen der Spieler-Positionen im American Football | Abkürzungen der Spieler-Positionen im American Football |
| ------------------------------------------------------- | --- |
| Offense                                                 | QB – Quarterback \| RB – Runningback \| FB – Fullback \| TE – Tight End \| E/WR – Wide Receiver \| T – Tackle \| G – Guard \| C – Center |
| Defense                                                 | DT – Defensive Tackle \| DE – Defensive End \| NT – Nose Tackle \| LB – Linebacker \| ILB – Inside Linebacker \| MLB – Middle Linebacker \| OLB – Outside Linebacker \| CB – Cornerback \| NB – Nickelback \| FS – Free Safety \| SS – Strong Safety |
| Special Teams                                           | K – Kicker \| P – Punter \| KS – Kicking Specialist \| KOS – Kickoff Specialist \| LS – Long Snapper \| RS – Return Specialist \| KOR/KR – Kick Returner \| PR – Punt Returner \| PP – Punt Protector                                                |